# Michel Sénéchal
Michel Sénéchal (ur. 11 lutego 1927 w Paryżu, zm. 1 kwietnia 2018 w Eaubonne) – francuski śpiewak operowy, tenor.

## Życiorys
Ukończył studia w Konserwatorium Paryskim. Zadebiutował jako śpiewak operowy w 1950 roku w Brukseli. W 1952 roku wygrał na Międzynarodowym Konkursie Muzycznym w Genewie. Występował na deskach Opéra-Comique i Opéra de Paris. W 1956 roku wystąpił na festiwalu w Aix-en-Provence, wykonując tytułową partię w przywróconym po stuleciach do repertuaru Platée Jeana-Philippe’a Rameau. Nagranie płytowe tej sztuki z jego udziałem zostało nagrodzone Grand Prix du Disque. W 1966 roku na festiwalu operowym w Glyndebourne kreował rolę Gonzalve w Godzinie hiszpańskiej Maurice’a Ravela. W 1982 roku debiutował na deskach Metropolitan Opera w Nowym Jorku w Opowieściach Hoffmanna. W 1985 roku w Opéra de Paris kreował rolę papieża Leona X w prapremierowym przedstawieniu opery Konrada Boehmera Docteur Faustus.
Specjalizował się we francuskim repertuarze operowym oraz w partiach mozartowskich. Zasłynął jako odtwórca ról charakterystycznych.